# Hemiscolopendra marginata
Hemiscolopendra marginata är en mångfotingart som först beskrevs av Thomas Say 1821.  Hemiscolopendra marginata ingår i släktet Hemiscolopendra och familjen Scolopendridae. Inga underarter finns listade i Catalogue of Life.